# Противникът
Противникът (англ. Adversary) представлява хипотетичен алгоритъм за формално тестване на криптографски системи и на компютърно и комуникационно оборудване и системи за кибер-сигурност.
Предпоставките за тестване на алгоритъма са оформени като характерни сценарии, които се наричат криптографски атаки и са категоризирани и стандартизирани по класова, като напр. атака с груба сила, атака по страничен канал, атака по таблица-дъга и др.